# Samsung Wave
Samsung Wave S8500 (ofta kallad Samsung Wave) är en smartphone tillverkad av Samsung. Det var den första enheten att köra Samsungs mobila operativsystem Bada.